# عبدالارشد
عبدالارشد ({{lang-ur| عبدالصمد شہزاد ارشد؛ زادهٔ ۲۶ فوریهٔ ۲۰۰۳) بازیکن فوتبال اهل پاکستان است.
وی همچنین در تیم ملی فوتبال پاکستان بازی کرده است.